# Chaenostoma calycinum
Chaenostoma calycinum là một loài thực vật có hoa trong họ Huyền sâm. Loài này được Benth. mô tả khoa học đầu tiên năm 1836.